# Dalmatinska nogometna zona 1960.
Prvenstvo Dalmatinske nogometne zone za 1960. je igrano između prvaka liga Splitskog, Zadarskog i Šibenskog nogometnog podsaveza za sezonu 1959./60. Prvak Dalmatinske zone potom stječe pravo nastupa u kvalifikacijama za 2. saveznu ligu – Zapad. 

Prvak Dalmatinske zone je postao Dalmatinac iz Splita.

## Ljestvica
| mj. | klub             | ut. | pob. | ner. | por. | gol+ | gol– | GR | bod |
| --- | ---------------- | --- | ---- | ---- | ---- | ---- | ---- | -- | --- |
| 1.  | Dalmatinac Split | 3   | 3    | 0    | 0    | 8    | 2    | +6 | 6   |
| 2.  | Dinara Knin      | 3   | 1    | 0    | 2    | 3    | 6    | –3 | 2   |
| 3.  | Zadar            | 2   | 0    | 0    | 2    | 0    | 3    | –3 | 0   |

U kvalifikacijama za popunu Druge lige – Zapad, Dalmatinac je nastupio u Drugoj grupi.

## Rezultatska križaljka
podebljan rezltat – igrano u prvom dijelu lige (1. – 3. kolo), odnosno prva utakmica između klubova 

rezultat normalne debljine – igrano u drugom dijelu lige (4. – 6. kolo), odnosno druga utakmica između klubova  

 prekrižen rezultat  – poništena ili brisana utakmica 

| kratica | klub             | DAL | DIN | ZAD |
| ------- | ---------------- | --- | --- | --- |
| DAL     | Dalmatinac Split |     |     |     |
| DIN     | Dinara Knin      | 0:3 |     | 1:0 |
| ZAD     | Zadar            |     |     |     |

Izvori: 